# Maxüaszok
A maxüaszok ókori nép. Hérodotosz szerint Líbiában, a Triton folyótól nyugatra éltek, a kis Szirtisz közelében. Minden bizonnyal azonosak a masauszpák-kal, akiket az egyiptomi feliratokban mint zsoldosokat említenek.